# Білоярка (Тайиншинський район)
Білоя́рка (каз. Белояр) — село у складі Тайиншинського району Північноказахстанської області Казахстану. Входить до складу Донецького сільського округу, раніше було у складі ліквідованої Краснокиївської сільської ради.
Населення — 109 осіб (2021; 302 у 2009, 469 у 1999, 818 у 1989).
Національний склад станом на 1989 рік:
- німці — 44 %
- поляки — 32 %.